# Anjou Katalin nápolyi királyi hercegnő
Anjou Katalin (Avignon, 1348. június – 1349. június 8.), olaszul: Caterina d'Angiò, franciául: Catherine d'Anjou, nápolyi királyi hercegnő és trónörökös. A Capeting-ház Anjou-ágának a tagja.

## Élete
I. (Anjou) Johanna nápolyi királynő és második férje, Tarantói Lajos nápolyi király két leánya közül az első. Avignonban született, két évvel szülei házasságkötése után.
Apai nagyszülei: I. Fülöp tarantói herceg és II. Katalin címzetes konstantinápolyi latin császárnő.
Anyai nagyszülei: Anjou Károly calabriai herceg és Valois Mária francia királyi hercegnő.
Anyja előző házasságából volt egy féltestvére is, Károly (1345–1348) herceg, akinek az apja András calabriai herceg volt, I. Károly (Róbert) magyar király fia, Nagy Lajos magyar uralkodó öccse, és aki hároméves korában bekövetkezett haláláig a nápolyi trón első számú örököse volt.
Katalinnak született egy húga is, Franciska (1351–1352) hercegnő, aki szintén csak pár hónapot élt. Apja, Tarantói Lajos 1362. május 26-án, 42 évesen halt meg, és két törvénytelen leánya is született. Egyik lánya, Esclarmunda, aki I. (Capuai) Lajos (–1397), altavillai grófhoz ment feleségül, és akinek a fia, András (1374/78–1425) Chiaromontei Konstancia (1375/76–1423 körül) nápolyi királynét, I. László nápolyi király első, elvált feleségét vette nőül. Másik házasságon kívül született lánya, Klemencia (Konstancia) volt, akinek a férje I. János, Amendolea ura lett.
Született volna egy fiatalabb féltestvérük is, anyjuk harmadik házasságából, ám Johanna elvetélt a gyermekkel 1364-ben. Johanna 1375-ben harmadjára is megözvegyült, 1376-ban pedig negyedszer, utoljára állt oltár elé, ezúttal a nála hat évvel idősebb Braunschweig-Lüneburgi Ottó herceggel, aki akkor már négy éve özvegy ember volt. A házasság gyermektelen maradt, Johanna pedig hat év múlva, 1382. július 27-én, 56 évesen meghalt. Özvegye, Ottó még 1399-ig élt, és többé nem nősült újra.
Katalin 1349. június 8-án, egyévesen meghalt. Johannát egy gyermeke sem élte túl.

## Külső hivatkozások
- FMG/Sicily/Naples Kings (Hozzáférés: 2015. január 17.)
- Euweb/Capet/Anjou (Hozzáférés: 2015. január 17.)

| Előző Anjou Károly | Nápolyi trónörökös 1348 – 1349 | Következő Anjou Mária |